# 그레고리 킹
그레고리 킹(Gregory King, 1648년 ~ 1712년)은 영국의 경제 통계가·계보학자이다.
인구 및 국민 소득의 과학적 추계를 처음 실시하였다. 곡물의 수확량과 곡가와의 변동 상관에 관한 '킹의 법칙'을 발표하였다. 저서로 <잉글랜드의 상태>가 있다.